# Rolleron

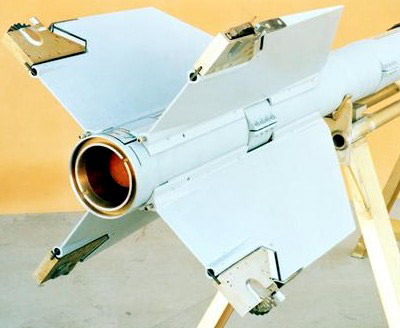
Rollerons en el borde de salida de las aletas del misil AIM-9 Sidewinder

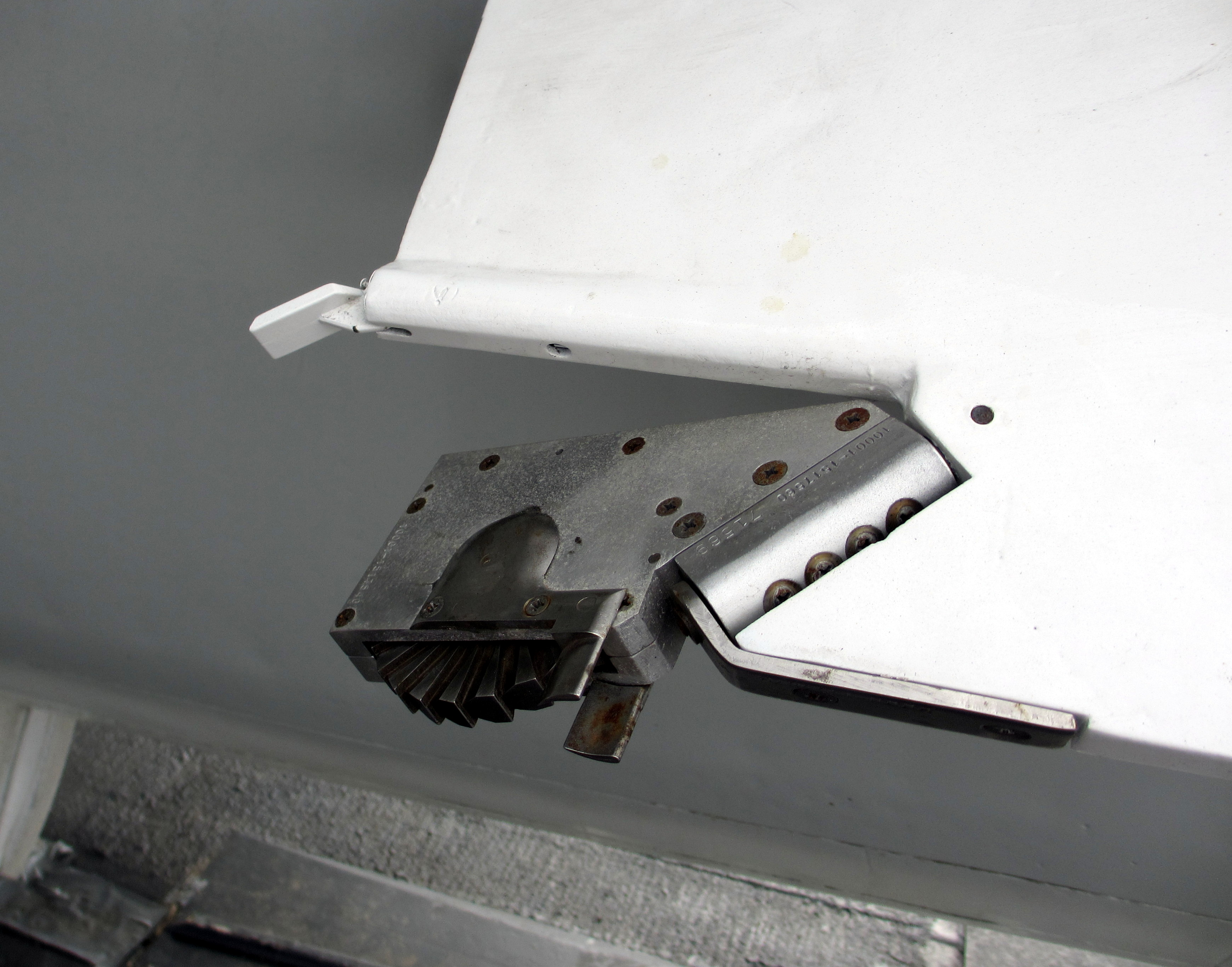
Detalle de un rolleron en un Sidewinder

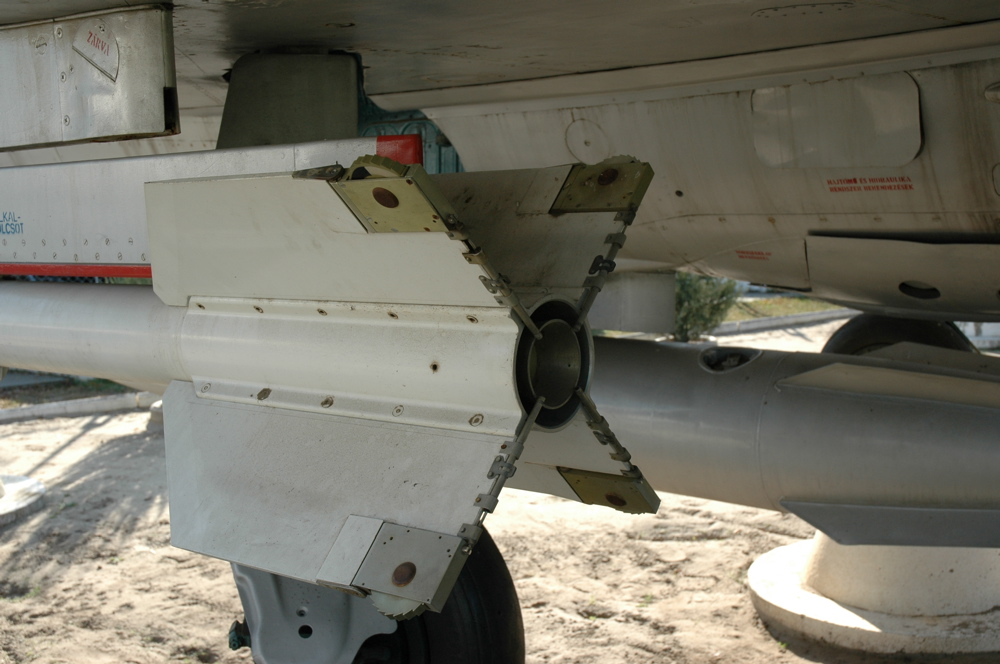
Rollerones en las aletas del misil AA-2 Atoll

Un rolleron es un tipo de alerón utilizado para cohetes y usado para proporcionar estabilización pasiva contra la rotación. Aunque más comúnmente utilizado para estabilizar contra el
 alabeo, también se puede utilizar para contrarrestar la guiñada y el cabeceo.
A principios de la década de 1950 se fabricaron los primeros rollerons. Su valor para la estabilización dinámica de misiles hizo que el National Advisory Committee for Aeronautics (NACA) lo estudiara con prontitud. Demostró ser una solución más compacta, sencilla y fiable para controlar el balanceo que los métodos precedentes, como la combinación de servomecanismos y alerones. Los dispositivos Rolleron se han utilizado ampliamente en misiles aire-aire maniobrables de corto alcance, como el prolífico AIM-9 Sidewinder. Los vehículos cohete también se han convertido en otra aplicación común.

## Historia
A principios de la década de 1950 surgieron los primeros ejemplos del rolleron, a veces denominado inicialmente amortiguador de balanceo. Debido a su valor potencial como dispositivo de estabilización de misiles, rápidamente fue objeto de evaluaciones en profundidad por parte del National Advisory Committee for Aeronautics (NACA), y otras organizaciones. Los primeros misiles en uso a mediados de la década de 1950 se caracterizaban por su limitada amortiguación del balanceo aerodinámico como consecuencia de sus superficies de sustentación de baja relación de aspecto. La solución histórica a este problema era instalar un servomecanismo para detectar la velocidad de balanceo y realizar ajustes en un alerón convencional para contrarrestarlo según fuera necesario; este enfoque añadía complejidad y peso, y ocupaba un espacio limitado. Por lo tanto, se buscaban urgentemente métodos de menor impacto, con preferencia por aquellos que no requirieran ningún componente interno.
En noviembre de 1956, la NACA había determinado que el rolleron tenía un enfoque de diseño fiable para configuraciones de misiles. A instancias del ejército estadounidense, se llevaron a cabo más pruebas para validar su rendimiento en misiles de producción. De forma más general, en las décadas siguientes se realizaron más innovaciones y patentess asociadas a los rollerons. En la década de 1990, el rolleron, junto con sus aplicaciones potenciales, ha seguido siendo examinado por diversas organizaciones y naciones. 

## Función
El rolleron es un dispositivo estabilizador relativamente sencillo y rentable. El elemento central de un rolleron es un volante de inercia metálico que suele colocarse en el extremo de salida de una aleta. La rueda tiene muescas en su circunferencia; estas muescas sobresalen intencionadamente para maximizar su interacción con el flujo de aire. Como tal, mientras que el misil está en movimiento a través del aire, la corriente de aire resultante generada hace que el rolleron gire. Los Rolleron también se utilizan en los misiles tierra-aire 9M31 y 9M37 de los sistemas de defensa antiaérea Strela-1 y Strela-10, el primero utiliza cables enrollados en los discos del volante para hacerlos girar en el lanzamiento, mientras que el segundo utiliza un pequeño generador de gas para hacer girar los discos poco antes del lanzamiento.  Mientras gira, el volante resiste cualquier fuerza lateral que actúe sobre él, de forma similar a un giroscopio. El beneficio de este movimiento giroscópico es que contrarresta la indeseable tendencia del misil a girar alrededor de su eje central, estabilizando dinámicamente su vuelo. Además de estabilizar contra el alabeo, también se puede proporcionar un efecto similar para la guiñada  y el cabeceo. 
Se ha determinado que es considerablemente valioso para los misiles que requieren un alto nivel de maniobrabilidad, como los utilizados en combates aéreos de corto alcance entre aviones de combate. Uno de los primeros en adoptar el rolleron fue el AIM-9 Sidewinder, un destacado misil aire-aire. Estos dispositivos están presentes en sus cuatro alas traseras. Al eliminar las tendencias al balanceo, el rolleron facilita considerablemente que un misil lleve a cabo sus funciones principales, como el seguimiento de objetivos. Además, el rolleron también se ha convertido en una característica típica de los vehículos cohete.